# Pseudonychocamptus koreni
Pseudonychocamptus koreni är en kräftdjursart som först beskrevs av Boeck 1872.  Pseudonychocamptus koreni ingår i släktet Pseudonychocamptus och familjen Laophontidae. Arten är reproducerande i Sverige. Inga underarter finns listade i Catalogue of Life.